# 丘吉尔站
丘吉尔站（英語：Churchill station）是位于加拿大曼尼托巴省丘吉尔镇的一个火车站。它由维亚铁路提供客运服务，而哈德孙湾铁路公司亦同时提供货运服务。
丘吉尔站是位于哈德逊湾沿岸仅有的两个火车站之一，另一个是位于安大略省詹姆斯湾东南端麋河河口的穆索尼站。

## 服务中断
2017年5月，哈德孙湾铁路遭遇特大洪水，毁坏严重，直到2018年12月铁路修复后才有客运列车开往丘吉尔站。